# Zorro Rides Again
Pour plus de détails, voir Fiche technique et Distribution.
Zorro Rides Again est un serial américain en douze épisodes sorti en 1937 et réalisé par William Witney et John English.
Cette œuvre est sortie en France regroupée en deux films traditionnels : Le Retour de Zorro et La Revanche de Zorro.
Pour les admirateurs d'Indiana Jones, il faut signaler que le héros créé par Steven Spielberg et George Lucas doit beaucoup au Zorro présenté ici (un Zorro qui préfère de loin le fouet à l'épée).
Dans la distribution, on retrouve Noah Beery (frère du plus connu Wallace Beery) qui apparaissait déjà dans le film muet Le Signe de Zorro, réalisé par Fred Niblo en 1920, avec Douglas Fairbanks en vedette.

## Synopsis
Dans la Californie des années 1930, le scélérat J. A. Marsden vise à prendre le contrôle de la compagnie de chemin de fer California-Yucatan Railroad avec l'aide de son homme de main El Lobo. Les véritables propriétaires, Joyce et Phillip Andrews, s'y opposent naturellement. Leur associé, Don Manuel Vega appelle son neveu, James Vega, pour les aider car celui-ci est le petit-fils du Zorro original, Don Diego de la Vega. Il est cependant désappointé de découvrir que son neveu est inutile, trop intéressé par son apparence et ses vêtements.
Toutefois, James Vega s'installe dans la cachette du premier Zorro et prend son identité pour battre Marsden et El Lobo. Ce Zorro utilise deux pistolets et un fouet comme armes principales, à la place de l'épée traditionnelle.

## Fiche technique
- Titre original : Zorro Rides Again
- Titre français : Le Retour de Zorro (partie 1) et La Revanche de Zorro (partie 2)
- Réalisation : William Witney et John English
- Scénario : Franklin Adreon, Ronald Davidson, John Rathmell, Morgan Cox et Barry Shipman, d'après les romans de Johnston McCulley
- Décors : Morris Braun
- Costumes : Elsie Horwitz et Robert Ramsey
- Photographie : William Nobles
- Montage : Edward Todd et Helene Turner
- Musique : William Lava
- Société(s) de production : Republic Pictures
- Société(s) de distribution : Republic Pictures (États-Unis), Les Films de Koster (France), Minerva Film (Belgique)
- Pays de production :  États-Unis
- Langue originale : anglais
- Format : noir et blanc — 35 mm — 1.37 : 1 — son mono
- Genre : western
- Durée :
  - 212 minutes (serial, 12 chapitres)
  - 68 minutes (film, États-Unis)
  - 90 minutes (Le Retour de Zorro, France)[2]
  - 75 minutes (La Revanche de Zorro, France)[3]
- Dates de sortie :
  - États-Unis : 20 novembre 1937
  - France : 28 octobre 1938 (Le Retour de Zorro, en Province)[4]
  - France : 4 novembre 1938 (La Revanche de Zorro, en Province)[4]

## Distribution
- Helen Christian : Joyce Andrews
- Reed Howes : Phillip Andrews
- Noah Beery : J.A. Marsden
- Richard Alexander : Brad Dace, dit El Lobo
- John Carroll : James Vega
- Nigel De Brulier : Don Manuel Vega (chap. 1)
- Robert Kortman : Trellinge
- Jack Ingram : Carter
- Roger Williams : Manning
- Edmund Cobb : Larkin (chap. 2 et 3)
- Duncan Renaldo : Renaldo
- Merrill McCormick : un homme de main
- Tom London : O'Shea

## Chapitres
|    | Titre anglais      | Titre français          | Durée       |
| -- | ------------------ | ----------------------- | ----------- |
| 1  | Death from the Sky | La mort descend du ciel | 29 min 41 s |
| 2  | The Fatal Minute   | La minute fatale        | 18 min 1 s  |
| 3  | Juggernaut         | Poids lourd             | 16 min 18 s |
| 4  | Unmasked           | Démasqué                | 16 min 19 s |
| 5  | Sky Pirates        | Pirates du ciel         | 16 min 54 s |
| 6  | The Fatal Shot     | Le coup de feu fatal    | 16 min 32 s |
| 7  | Burning Embers     | Braises ardentes        | 15 min 30 s |
| 8  | Plunge of Peril    | Le plongeon du péril    | 17 min 10 s |
| 9  | Tunnel of Terror   | Le tunnel de l’horreur  | 17 min 07 s |
| 10 | Trapped            | Pris au piège           | 17 min 23 s |
| 11 | Right of Way       | Droit de passage        | 15 min 47 s |
| 12 | Retribution        | Rétribution             | 15 min 47 s |

Source :

## Production

### Scénario
Malgré son titre, le serial n'a aucun lien avec le récit Zorro Rides Again de Johnston McCulley paru en octobre 1931 dans Argosy.
Il ne s'agit pas ici des habituelles aventures de Don Diego de la Vega mais de celles de son petit-fils : James Vega. L'action se déroule donc durant les années 1930 et on peut voir Zorro s'attaquer à des camions et des avions manœuvrés par les ennemis ou escalader des gratte-ciels à New York.

### Tournage
Le serial a été filmé entre le 8 septembre et 5 octobre 1937. Son numéro de production était le 423.
Le tournage s'est déroulé à Cochilla, Mexico ainsi que dans des lieux comme le Bronson Canyon, le Ranch Iverson, au Parc d'État de Red Rock Canyon, dans la Forêt nationale d'Angeles et Chatsworth à Los Angeles.

### Cascades
Le succès de ce serial est principalement dû aux cascades impressionnantes exécutées par Yakima Canutt dans le rôle de Zorro. En effet, même si le générique crédite John Carroll dans le double-rôle de Zorro - James Vega, l'acteur-chanteur se contente d'interpréter le dolent alter-ego de Zorro, sauf dans les rares scènes durant lesquelles ce dernier se démasque.

## Sortie

### Cinéma
Zorro Rides Again sort officiellement le 20 novembre 1937 aux États-Unis. Une version condensée en film de 68 minutes sort le 22 septembre 1938.
Le film avait un titre de travail, Mysterious Don Miguel, avant de reprendre son titre d'origine Zorro Rides Again lors de sa diffusion.
En France, le serial sort sous forme de deux films en Province : Le Retour de Zorro le 28 octobre 1938 et La Revanche de Zorro le 4 novembre 1938. Ils ressortent en janvier 1940 sur Paris.

### Télévision
Au début des années 1950, Zorro Rides Again est l'un des quatorze serials de Republic qui ressort sous forme de série télévisée sur les écrans américains. Il est diffusé en six épisodes de 26 minutes.

### DVD
En 2007, l'éditeur L.M.L.R. propose le serial dans son coffret « Les Héros Masqués ». Il ressort l'année suivant à l'unité.